# .300 Rook
El .300 Rook, también conocido por Holland & Holland como el .295 Rook es un cartucho de rifle de percusión central obsoleto.

## Descripción general
El .300 Rook cuenta con un borde diseñado originalmente para su uso en "rifles Rook" para caza menor y tiro al blanco.
Se cargaba con una bala sólida de 80 granos a una velocidad de 1,100 pies por segundo conferidas por la deflagración de la pólvora negra que usaba. Posteriormente se usaron proyectiles de 110 granos que resultaban en una mejor trayectoria para alcanzar distancias más largas.

## Historia
Los orígenes del .300 Rook son inciertos, aunque se sabe que se comercializó antes de 1874 y también se usó en varios revólveres. En años posteriores, su popularidad se vio eclipsada por el .255 Jeffery Rook y el .297/250 Rook de Holland & Holland.
El casquillo del .300 Rook se alargó posteriormente para crear el .300 Sherwood, que a su vez reemplazó a la variante de tiro al blanco del .300 Rook. Al igual que con otros cartuchos similare, el .300 Rook fue reemplazado por el .22 Long Rifle .